# チョン・デヨン
チョン・デヨン（漢字表記:鄭大永、ハングル:정대영、ラテン翻記:Jung Dae-young、女性、1981年8月12日 - ）は、大韓民国の元バレーボール選手。

## 来歴

### 現代建設時代
忠清北道清州市出身。中学在学中にバレーボールを始める。当時も高身長であったためポジションはセンターであった。1999年12月に実業団の現代建設に入部し、カン・ヘミやチャン・ソヨン、ク・ミンジョンらとともに2000年代前半の現代建設黄金期を支えた。同時期に韓国代表に選出され、アテネオリンピックを始めとする多数の国際大会に出場し、ミドルブロッカーとして地位を固めた。
スーパーリーグがプロ化されVリーグとなった2005年のレギュラーシーズンには、ベストスコアラーなど個人3冠に輝き、MVPに選出された。

### GSカルテックス時代
2007年5月、デヨンは知人の紹介で知り合った4歳年上の一般男性と6年間の交際の末に結婚し、Vリーグ唯一のミセスプレーヤーとなった。結婚の直前、Vリーグで新設されたフリーエージェント制によるFA資格を得て、プロリーグ発足前から現代建設で苦楽をともにしたイ・スクジャと共に、GSカルテックスに移籍し、年俸1億1000万プレーヤーとなった。デヨンは後にマスコミとのインタビューで、「故障で2006年限りで引退を決意したが、GSカルテックスへの移籍が自分のバレーボール人生にとって大きな転機となった」と語っている。
移籍後初シーズンとなった2007/08の直前にデヨンは盲腸の手術を受けた影響で、練習量不足で成績が上がらずに「失敗した移籍」との評価を受けた。試合を重ねるに連れ体調を回復したデヨンは徐々に成績が向上し、チャンピオン決定戦でバックアタック15本（30得点）を決めるなど、GSカルテックスのVリーグ初優勝に大きく貢献し、自らもチャンピオン決定戦MVPに輝いた。
2008年はオリンピックイヤーであったが、デヨンは術後の回復度と足首の故障を理由に代表を辞退し、足首の手術を受けた。これに対して韓国バレーボール協会は、デヨンを1年間の国内外試合出場停止という懲戒処分に科した。
2010年に女児を出産。同年、3年ぶりに代表へ復帰するとアジア競技大会で銀メダルを獲得した。2012年、ロンドン五輪に出場した。2013/14シーズンにはGSカルテックス在籍2度目となる優勝を果たした。

### 韓国道路公社に再移籍
2014年に再度FAとなったデヨンは、韓国道路公社ハイパスジェニスに移籍した。韓国では数少ないママさんプレーヤーで、娘を道路公社社内の幼稚園に預けて練習に励む。

### GSカルテックス復帰
2023年、GSカルテックスに移籍。優勝した2013-14シーズン以来9年ぶりの復帰となった。

### 現役引退
2024年、現役引退。25年の選手生活にピリオドを打った。

## 球歴
- 三大大会
  - オリンピック - 2004年（5位）、2012年（4位）
  - 世界選手権 - 2002年（6位）、2006年（13位）
  - ワールドカップ - 2003年（9位）、2007年（8位）
- その他大会
  - グラチャン - 2001年（6位）、2005年（6位）
  - アジア選手権 - 2001年（銀メダル）、2003年（銅メダル）、2005年（4位）、2007年（4位）、2011年（銅メダル）
  - アジア競技大会 - 2002年（金メダル）、2006年（5位）、2010年（銀メダル）

## 所属クラブ
- 現代建設（2000-2007年）
- GSカルテックス・ソウルKIXX（2007-2014年）
- 韓国道路公社ハイパス（2014-2023年）
- GSカルテックス・ソウルKIXX（2023-2024年）

## 受賞歴
- 2002年 - 韓国バレーボールスーパーリーグ ベストブロッカー
- 2005年 - Vリーグレギュラーシーズン MVP、ベストスコアラー、ベストブロッカー
- 2006年 - Vリーグレギュラーシーズン バックアタック賞
- 2008年 - Vリーグレギュラーシーズン ベストブロッカー、チャンピオン決定戦MVP

## Vリーグの個人記録
- 1試合最多ブロック得点 9点（2007年2月22日、対KT&Gアリエールズ戦）[11]
- 通算ブロック得点 300点（女子部で初、2009年2月14日、対韓国道路公社戦）[12]
- 通算得点 2000点（女子部で二番目にマーク、2009年3月2日）